# L’Habit
L’Habit település Franciaországban, Eure megyében. Lakosainak száma 486 fő (2022. január 1.). L’Habit Bois-le-Roi, Champigny-la-Futelaye, Croth és Mouettes községekkel határos.

## Népesség
A település népességének változása:
| Lakosok száma | 144  | 295  | 364  | 483  | 524  | 517  | 506  | 504  | 502  | 486  |
|               | 1968 | 1982 | 1990 | 2006 | 2013 | 2015 | 2017 | 2019 | 2020 | 2022 |